# Danionella
Danionella är ett släkte av fiskar. Danionella ingår i familjen karpfiskar.
Arterna förekommer i Asien. De är cirka 1,5 cm långa.
Arter enligt Catalogue of Life och Fishbase:
- Danionella dracula
- Danionella mirifica
- Danionella priapus
- Danionella translucida